# نظام یورو

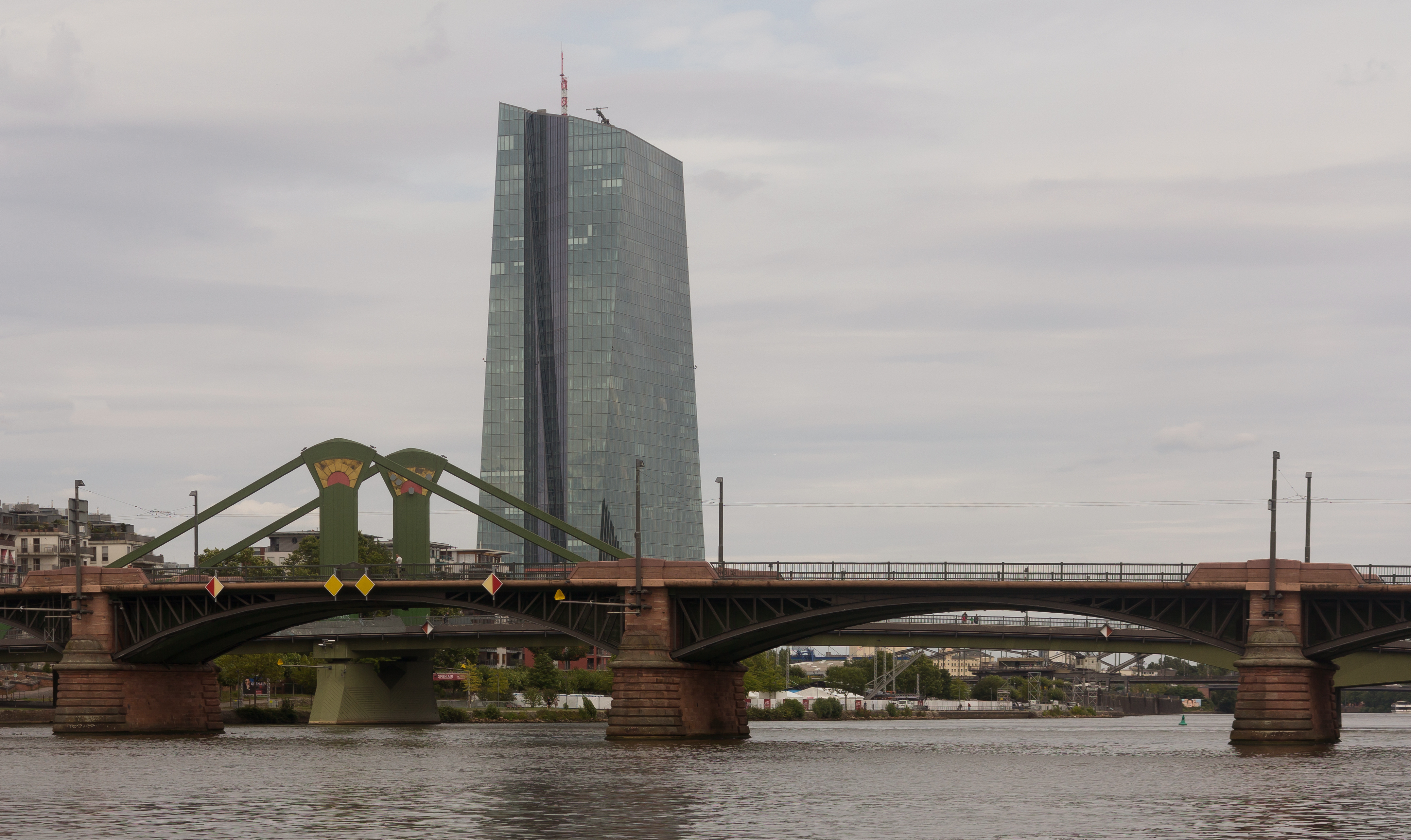
بانک مرکزی اروپا در فرانکفورت

نظام یورو (به انگلیسی: Eurosystem) مرجع قدرت پولی در منطقه یورو است و شامل کشورهای عضو اتحادیه اروپا است که یورو را به عنوان تنها واحد پول رسمی پذیرفته‌اند. بانک مرکزی اروپا (به اختصار ECB) طبق ماده ۱۶ اساسنامه خود حق انحصاری در صدور اسکناس یورو را دارد. کشورهای عضو می‌توانند سکه‌های یورو صادر کنند، اما مبلغ و میزان آن باید از قبل توسط بانک مرکزی اروپا مجاز باشد.

نظام یورو متشکل از بانک مرکزی اروپا و بانک‌های مرکزی ملی از ۱۹ کشور عضو است که بخشی از منطقه یورو هستند. بانک‌های مرکزی ملی سیاست‌های پولی بانک مرکزی اروپا را اعمال می‌کنند. هدف اصلی نظام یورو ثبات قیمت است. اهداف ثانویه آن ثبات مالی و ادغام مالی است. در بیانیه مأموریت نظام یورو آمده است که بانک مرکزی اروپا و بانک‌های مرکزی ملی به صورت مشترک در دستیابی به اهداف سهیم هستند.

نظام یورو مستقل است. نهادها، سازمان‌ها و دولت‌ها نباید در انجام وظایف خود به دنبال نفوذ در اعضای نهادهای تصمیم گیرنده بانک مرکزی اروپا یا نهادهای هماهنگ‌کننده ملی باشند.

نظام یورو با نظام اروپایی بانک‌های مرکزی (ESCB) متمایز است، که بانک مرکزی اروپا و بانک‌های مرکزی هر ۲۷ کشور عضو اتحادیه اروپا را شامل می‌شود، از جمله کشورهایی که بخشی از منطقه یورو نیستند.

## مأموریت
براساس معاهده تأسیس اتحادیه اقتصادی اروپا نظام اروپایی بانک‌های مرکزی و بانک مرکزی اروپا، هدف اصلی نظام یورو حفظ ثبات قیمت است. بدون تعصب از این هدف، نظام یورو از سیاست‌های کلی اقتصادی جامعه حمایت می‌کند و طبق اصول اقتصاد بازار آزاد عمل می‌کند.

کارهای اساسی انجام شده توسط نظام یورو:
- برای تعریف و اجرای سیاست پولی مشترک در منطقه یورو
- هدایت عملیات بازار تبادل ارز خارجی
- نگهداری و مدیریت ذخیره‌های ارزی رسمی اعضا
- ترویج عملکرد صحیح سیستم‌های پرداخت

علاوه بر این، نظام یورو به اجرای صحیح سیاست‌هایی که توسط مقامات ذی‌صلاح در رابطه با نظارت محتاطانه مؤسسات اعتباری و ثبات نظام اقتصاد جهانی انجام می‌شود، کمک می‌کند.

بانک مرکزی اروپا در مورد موضوعات مربوط به حوزه صلاحیت خود، به ویژه در مورد مقررات مربوط به جامعه یا مقررات ملی، نقش مشورتی در مقابل جامعه و مقامات ملی دارد. بانک مرکزی اروپا با کمک بانک‌های مرکزی ملی، وظیفه دارد تا اطلاعات آماری لازم را از مراجع رسمی ملی یا به‌طور مستقیم از نمایندگان اقتصادی جمع‌آوری کند تا نظام اروپایی بانک‌های مرکزی بتواند وظایف خود را انجام دهد.

## اعضای کنونی
- بانک مرکزی اروپا

### بانک‌های مرکزی ملی
- بانک مرکزی اتریش
- بانک مرکزی بلژیک
- بانک مرکزی قبرس
- بانک مرکزی استونی
- بانک مرکزی فنلاند
- بانک مرکزی فرانسه
- بانک فدرال آلمان
- بانک مرکزی یونان
- بانک مرکزی ایرلند
- بانک مرکزی ایتالیا
- بانک مرکزی لیتوانی
- بانک مرکزی لتونی
- بانک مرکزی لوکزامبورگ
- بانک مرکزی مالت
- بانک مرکزی هلند
- بانک مرکزی پرتغال
- بانک مرکزی اسلواکی
- بانک مرکزی اسلوونی
- بانک مرکزی اسپانیا